# Andrijaševci
Andrijaševci è un comune della Croazia di 4 249 abitanti della Regione di Vukovar e della Sirmia.